# مايك كونواي
مايك كونواي (بالإنجليزية: Mike Conway)‏ هو سائق سيارة سباق بريطاني، ولد في 19 أغسطس 1983 في بروملي ‏ في المملكة المتحدة.

## وصلات خارجية
- الموقع الرسمي
- مايك كونواي على موقع Racing-Reference.info (الإنجليزية)
- مايك كونواي على موقع DriverDB.com (الإنجليزية)